# Wanasari (Cibitung)
Wanasari is een bestuurslaag in het regentschap Bekasi van de provincie West-Java, Indonesië. Wanasari telt 97.376 inwoners (volkstelling 2010).